# Joseph W. Byrns junior

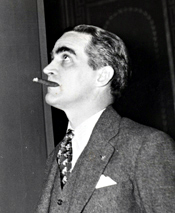
Joseph W. Byrns (1939)

Joseph Wellington Byrns Jr. (* 15. August 1903 in Nashville, Tennessee; † 8. März 1973 in Daytona Beach, Florida) war ein US-amerikanischer Politiker. Zwischen 1939 und 1941 vertrat er den Bundesstaat Tennessee im US-Repräsentantenhaus.

## Werdegang
Joseph Byrns war der Sohn von Joseph W. Byrns Sr. (1869–1936), der von 1909 bis 1936 für den Staat Tennessee im Kongress saß und dabei zeitweise Sprecher des Repräsentantenhauses war. Der jüngere Byrns besuchte die öffentlichen Schulen seiner Heimat und danach bis 1922 das Emerson Institute in Washington. Nach einem anschließenden Jurastudium an der Vanderbilt University und seiner im Jahr 1928 erfolgten Zulassung als Rechtsanwalt begann er in Nashville in seinem neuen Beruf zu arbeiten. Zwischen 1930 und 1938 gehörte er als Hauptmann der Reserve des Fliegerkorps an. Politisch war Byrns Mitglied der Demokratischen Partei.
Bei den Kongresswahlen des Jahres 1938 wurde Byrns im fünften Wahlbezirk von Tennessee in das US-Repräsentantenhaus in Washington, D.C. gewählt, wo er am 3. Januar 1939 die Nachfolge von Richard Merrill Atkinson antrat. Da er im Jahr 1940 nicht bestätigt wurde, konnte er bis zum 3. Januar 1941 nur eine Legislaturperiode im Kongress absolvieren. In dieser Zeit wurden dort die letzten New-Deal-Gesetze der Bundesregierung verabschiedet.
Nach seinem Ausscheiden aus dem US-Repräsentantenhaus arbeitete Byrns wieder als Anwalt. Während des Zweiten Weltkrieges diente er zwischen 1942 und 1945 in der US Army. Dabei war er auf dem europäischen Kriegsschauplatz eingesetzt. Joseph Byrns verbrachte seinen Lebensabend in Daytona Beach, wo er am 8. März 1973 verstarb.